# ادونسد انرژی
ادونسد انرژی (انگلیسی: Advanced Energy) شرکت الکترونیک آمریکایی است، که در سال ۱۹۸۱ تأسیس شد.